# Silence (revue)
Pour les articles homonymes, voir Silence (homonymie).
Silence, stylisé en S!lence, est une revue écologiste, alternative, altermondialiste et non-violente française créée en 1982. C'est le plus ancien des mensuels écologiques français. Elle est publiée par une association portant le même nom.

## Présentation

### Origines
La revue S!lence est lancée en 1982, deux ans après l'arrêt du pionnier de l'écologie, La Gueule ouverte. Son titre renvoie, par antithèse, à celui de son prédécesseur,. C'est le plus ancien des mensuels écolos français. Ses bureaux sont implantés dans les Ateliers de la Croix-Rousse à Lyon.

### Formule et thèmes

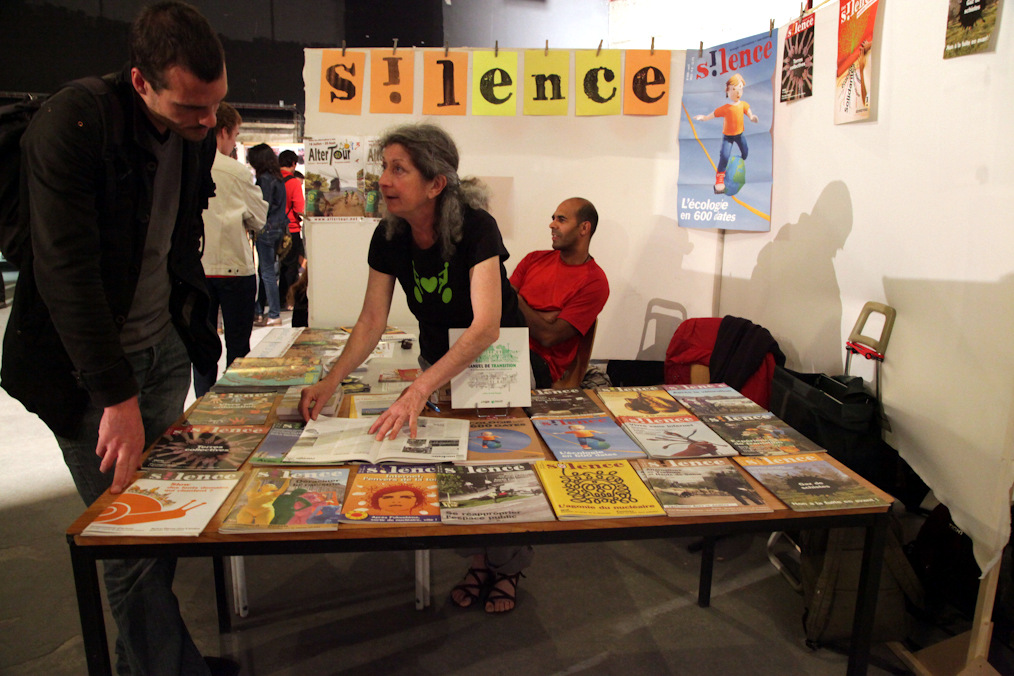
Stand de Silence à la Foire à l'autogestion 2013.

Dès son lancement, la revue assure une parution mensuelle centrée sur un dossier thématique accompagné d'une foule de petites informations diverses. Elle a bien souvent été la première à se pencher sur les thèmes nouvellement apparus dans les milieux de l'écologisme radical, par exemple ceux de la décroissance, de l'agriculture biologique, de la ZAD à Notre-Dame-des-Landes, avant leur diffusion auprès d'un plus large public,,.

### Collaborateurs notoires
Liste non exhaustive
- Michel Bernard (1958-)[7]
- Centre d'informatisation des données socio-politiques, Saint-Martin d'Hères, Isère.
- Centre de sociologie des représentations et des pratiques culturelles, Grenoble.

### Distribution et devenir
Sous-titrée Écologie, alternatives, non-violence, cette revue de 48 pages « refuse la distribution en kiosque pour éviter le gaspillage de papier », et privilégie « les librairies alternatives, les chaînes de magasins et boutiques bio » par cohérence avec ses choix. Elle connaît cependant, en 2018, une érosion de lecteurs comme le précise un de ses quatre salariés, Olivier Chamarande : « Dans les années 90, nous avions encore 5 000 abonnés, ils ne sont plus que 3 500 à 4 000, auxquels s’ajoute un millier de lecteurs non-abonnés ».
En avril 2018, les responsables du mensuel lancent une campagne de financement participatif sur la plateforme Zeste « pour continuer à paraître, moderniser leur site Internet et être mieux diffusés ».

### Accueil
Le journaliste du Nouvel Obs Arnaud Gonzague qualifie Silence de « mensuel qui a eu raison presque sur tout, presque avant tout le monde » tandis que le journaliste du Monde Hervé Kempf trouve que Silence « mérite la palme de la ténacité pour avoir été lancée en 1982 au moment d'un vif reflux de l'écologisme en France » et « avoir toujours assuré une parution mensuelle ».

## Publications
- L'Insolente. Dialogues avec Pinar Selek, Guillaume Gamblin, coédition Cambourakis, Silence, 2019  (ISBN 978-2-36624-394-9)
- Non-violence dans la révolution syrienne, Collectif, coédition Silence, les Éditions libertaires, 2018  (ISBN 978-2-919568-98-7)
- Michel Bernard, Les coopératives Longo Maï, Lyon, S!lence, 1995, texte intégral.
- L'Écologisme à l'aube du XXIe siècle, de la rupture à la banalisation ?, Actes du colloque de novembre 1998 à l'Université Pierre Mendès France (Grenoble) avec des contributions de Jean-Paul Bozonnet, Joel Jakubec, Centre de sociologie des représentations et des pratiques culturelles (Grenoble), Centre d'informatisation des données socio-politiques (Saint-Martin d'Hères, Isère), Silence (Périodique), Genève, Georg, 2000,  (ISBN 2825707015), notice WorldCat.
- Rob Hopkins, Manuel de transition, de la dépendance au pétrole à la résilience locale, préface de Serge Mongeau, 2010, en coédition avec Ecosociété,  (ISBN 978-2-923165-66-0), notice.
- L'Écologie en 600 dates : de la naissance de l'acupuncture au scandale des gaz de schiste, avec les contributions de Geneviève Adam Martin Arnould, Yvette Bailly, Julie Barbeillon, en coédition avec Le Passager clandestin (éditions), 2012,  (ISBN 978-2-916952-68-0), notice BNF.
- Un écologisme apolitique ? Débat autour de la Transition, préface de Serge Mongeau, 2013, en coédition avec Ecosociété,  (ISBN 978-2-89719-063-7), .
- Roger Bernard, La Cuisson solaire facile : une délicieuse alternative, préface de Pierre Pradervand, 1999,  (ISBN 2883531722), notice.